# Viradouro
Viradouro é um município brasileiro do estado de São Paulo. Localiza-se a uma latitude 20º52'23" sul e a uma longitude 48º17'49" oeste, estando a uma altitude de 528 metros. Sua população estimada em 2020 era de 19.017 habitantes.
Possui uma área de 217,726 km².

## História

### Fundação
Os fazendeiros da margem esquerda do Rio Pardo, já agora em número de quatorze idealistas, João da Macena Machado, Francisco Machado de Oliveira, Capitão Antônio Machado da Silveira, Major Gabriel Custódio da Silveira, Antônio Sanches Diniz Junqueira, Capitão Vicente Marçal de Lima, Major Manoel Joaquim de Souza Junior, Manoel Machado (conhecido por Neca Machado), José Custódio Braga, Eduardo Custódio da Silveira, Pedro Custódio da Silveira, Coronel José Walter da Silva Porto, José Eduardo da Silveira e o Capitão Jerônymo Custódio da Silveira, vinham amadurecendo a ideia de transformar o Arraial de Viradouro em Distrito de Paz. Para isto era preciso um território delimitado.
Ao mesmo tempo em que o projeto era desenvolvido iam sendo construídas as primeiras casas no arraial.
Em 1899, foi construída a segunda casa de tijolos, por Vicente Marçal de Lima. Esta foi, também, a primeira casa comercial.
Um ano depois, em 1900, era construída no arraial a primeira capela, já que a quase totalidade dos moradores era católica.
Alguns moradores reuniram-se e formaram uma comissão para angariar fundos para a construção da capela, que foi entregue aos empreiteiros Carlos Tocalino e seu filho, Luiz Carlos Tocalino. Um dos maiores colaboradores, responsável pela obra e pelo fornecimento dos materiais foi João da Macena Machado.
Em 1902, foi construído o primeiro cemitério, em terreno doado pelo Coronel Francisco Antônio Diniz Junqueira, com madeira doada por Francisco Antônio Geraldo, cujo rachamento foi pago por Vicente Marçal de Lima.
Em 1905, a comissão organizada inicialmente em 1898, depois de haver angariado o numerário suficiente para a aquisição dos 30 alqueires de terra, adquiriu as terras de Jerônymo Custódio da Silveira para o arraial.
Ao passar a escritura constatou-se que os impostos excediam o previsto, mesmo que fosse feita em forma de doação das terras. Feito o cálculo do imposto de doação e do valor das terras, concluiu-se que o dinheiro angariado não seria suficiente. Só daria para comprar 25 alqueires e assim, no dia 6 de março de 1905, na residência do Capitão Jerônymo Custódio da Silveira foi lavrada escritura de doação, que faziam Jerônymo Custódio da Silveira e sua mulher Izabel Theodora da Silveira à Nossa Senhora Aparecida, padroeira do arraial de Viradouro, então representada pelo Major Gabriel Custódio da Silveira. As terras haviam sido adquiridas de Mizael Alves de Lima.
Com esta doação, o Arraial de Viradouro passou a possuir a principal condição para se tornar Distrito de Paz, ter um território delimitado. Estava oficializada sua fundação.

### História Política
No início de 1906, foi terminado o serviço de demarcação dos quarteirões e execução do mapa do patrimônio, elaborado pelo engenheiro João Maestrela, de Bebedouro, em 1909.
Logo em seguida foi determinada a criação da Fábrica da Igreja, sendo primeiro fabriqueiro o Coronel Gabriel Custódio da Silveira.
Em 21 de março de 1906, era publicado o Decreto que criava o Distrito Policial de Viradouro e o primeiro posto policial; e em 3 de dezembro do mesmo ano, através da Lei n. 1004, o Arraial do Viradouro foi elevado à categoria de Distrito de Paz de Pitangueiras, que então pertencia à Comarca de Bebedouro. A instalação do Distrito deu-se em 31 de janeiro de 1907.
Em 26 de dezembro de 1916, pela Lei n. 1.522, a localidade foi elevada a município, vindo a ser instalado em 23 de março de 1918.

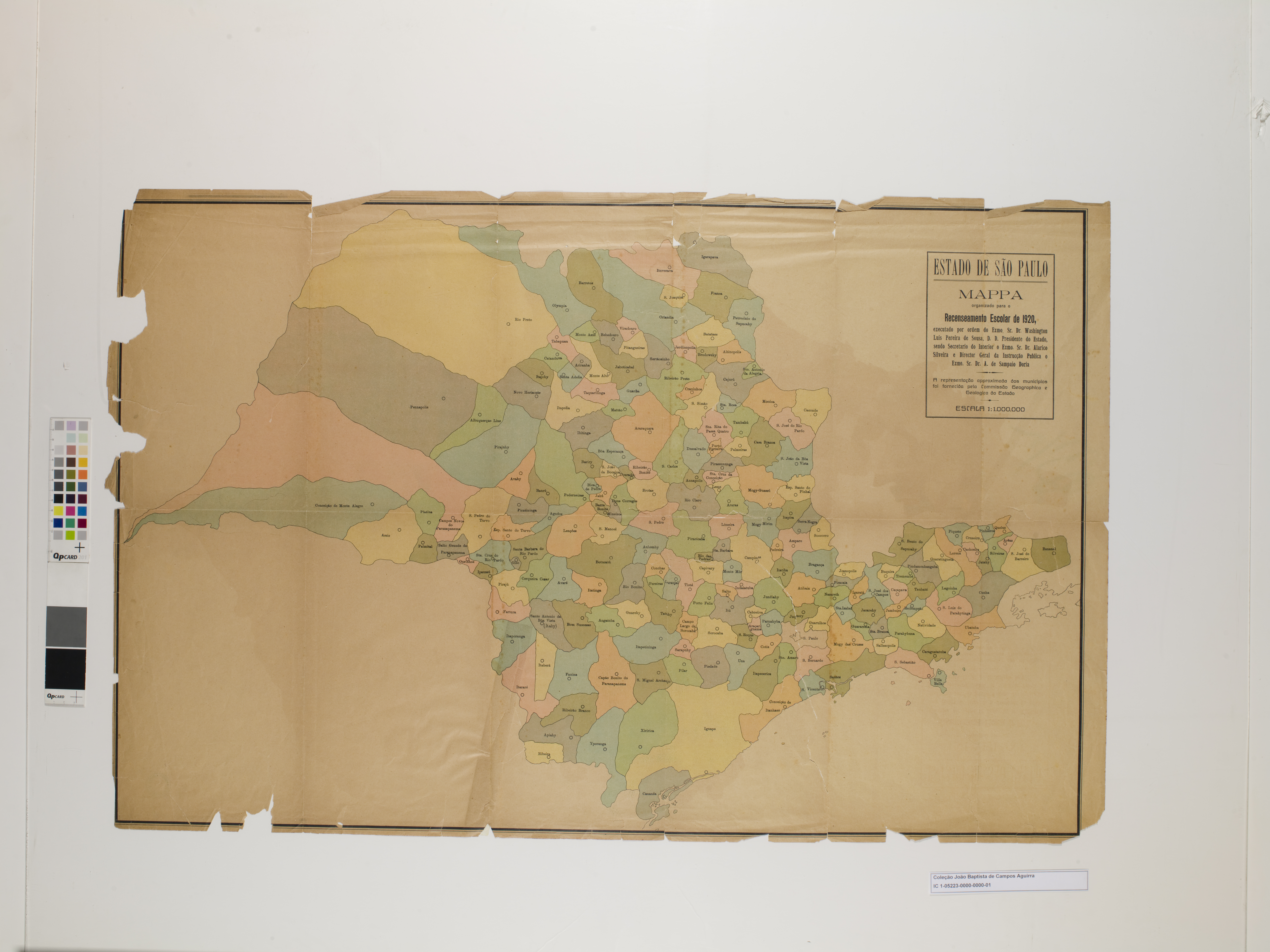
Estado de São Paulo (1920).

## Geografia
O município tem uma área territorial de 217,726 km² e contava com 19.017 habitantes no último censo (IBGE — 2020). A densidade demográfica é de 79,5 habitantes por km² no território do município.
Vizinho dos municípios de Pitangueiras, Terra Roxa e Bebedouro, Viradouro se situa a 17 km a Norte-Oeste de Pitangueiras a maior cidade nos arredores.
Situado a 536 metros de altitude, Viradouro tem as seguintes coordenadas geográficas: Latitude: 20° 52' 17'' Sul, Longitude: 48° 17' 57'' Oeste.

### Território e Ambiente
Apresenta 97.8% de domicílios com esgotamento sanitário adequado, 99% de domicílios urbanos em vias públicas com arborização e 19.3% de domicílios urbanos em vias públicas com urbanização adequada (presença de bueiro, calçada, pavimentação e meio-fio). Quando comparado com os outros municípios do estado, fica na posição 70 de 645, 100 de 645 e 369 de 645, respectivamente. Já quando comparado a outras cidades do Brasil, sua posição é 78 de 5570, 206 de 5570 e 1909 de 5570, respectivamente.

### Hidrografia
- Rio Pardo.
- Córrego Viradouro - corta os bairros "Nova Viradouro" e o "Jardim Imperial".
- Córrego Sucuri – serve para o abastecimento da cidade.
- Lago Viradouro — barragem feita dentro da cidade que abastece e serve também de área de lazer para a população.

### Rodovias
- SP-351

## Demografia

### População
| Crescimento populacional                             | Crescimento populacional | Crescimento populacional | Crescimento populacional |
| Ano                                                  | População Total          |                          | %±                       |
| ---------------------------------------------------- | ------------------------ | ------------------------ | ------------------------ |
| 1920                                                 | 15 951                   |                          | —                        |
| 1925                                                 | 21 058                   |                          | 32,0%                    |
| 1929                                                 | 25 090                   |                          | 19,1%                    |
| 1934                                                 | 17 266                   |                          | −31,2%                   |
| 1937                                                 | 18 458                   |                          | 6,9%                     |
| 1940                                                 | 15 760                   |                          | −14,6%                   |
| 1946                                                 | 15 905                   |                          | 0,9%                     |
| 1950                                                 | 8 090                    |                          | −49,1%                   |
| 1958                                                 | 8 500                    |                          | 5,1%                     |
| 1960                                                 | 8 623                    |                          | 1,4%                     |
| 1970                                                 | 8 743                    |                          | 1,4%                     |
| 1980                                                 | 10 214                   |                          | 16,8%                    |
| 1991                                                 | 13 091                   |                          | 28,2%                    |
| 2000                                                 | 15 962                   |                          | 21,9%                    |
| 2010                                                 | 17 297                   |                          | 8,4%                     |
| 2022                                                 | 17 414                   |                          | 0,7%                     |
| Est. 2024                                            | 17 681                   | [ 5 ]                    | 1,5%                     |
| Fontes: Censos Demográficos IBGE e Estimativas SEADE |                          |                          |                          |

### Dados demográficos
Trabalho e Rendimento
Em 2015, o salário médio mensal era de 1.8 salários mínimos. A proporção de pessoas ocupadas em relação à população total era de 19.5%. Na comparação com os outros municípios do estado, ocupava as posições 594 de 645 e 373 de 645, respectivamente. Já na comparação com cidades do país todo, ficava na posição 3020 de 5570 e 1431 de 5570, respectivamente. Considerando domicílios com rendimentos mensais de até meio salário mínimo por pessoa, tinha 30.3% da população nessas condições, o que o colocava na posição 386 de 645 dentre as cidades do estado e na posição 4617 de 5570 dentre as cidades do Brasil.
Educação
Em 2015, os alunos dos anos inicias da rede pública da cidade tiveram nota média de 5.5 no IDEB. Para os alunos dos anos finais, essa nota foi de 4.8. Na comparação com cidades do mesmo estado, a nota dos alunos dos anos iniciais colocava esta cidade na posição 578 de 645. Considerando a nota dos alunos dos anos finais, a posição passava a 356 de 645. A taxa de escolarização (para pessoas de 6 a 14 anos) foi de 98.4 em 2010. Isso posicionava o município na posição 228 de 645 dentre as cidades do estado e na posição 1440 de 5570 dentre as cidades do Brasil.
Saúde
A taxa de mortalidade infantil média na cidade é de 15.56 para 1.000 nascidos vivos. As internações devido a diarreias são de 1 para cada 1.000 habitantes. Comparado com todos os municípios do estado, fica nas posições 176 de 645 e 155 de 645, respectivamente. Quando comparado a cidades do Brasil todo, essas posições são de 1935 de 5570 e 2419 de 5570, respectivamente.

## Governo
- Prefeito: Nilton Augusto Alves Filho (Niltinho) (2025/2028)
- Vice-prefeita: Mara Cristina Seleguim Franco (Profª Mara) (2025/2028)
- Presidente da câmara: Marco Aurélio Franco (Caé Franco) (2025/2028)

## Infraestrutura

### Comunicações
O sistema de telefones automáticos foi inaugurado na cidade em 1979 pela Telecomunicações de São Paulo (TELESP), que também implantou o sistema de discagem direta à distância (DDD) em 1982 com o código de área (0173). Anteriormente a cidade era atendida pela Companhia Telefônica Brasileira (CTB).
Na década de 90 o código DDD da cidade foi alterado para (017), para padronização do sistema telefônico com a telefonia celular que estava sendo implantada em todo o estado.
Na telefonia celular a cidade possui cobertura das operadoras TIM, Claro, VIVO e Oi.

## Religião
O Cristianismo se faz presente na cidade da seguinte forma:

### Igreja Católica
- A igreja faz parte da Diocese de Jaboticabal.[13]

### Igrejas Evangélicas
- Assembleia de Deus Ministério do Belém.[14][15]
- Congregação Cristã no Brasil.[16]